# Ein Geschenk der Kultur
Ein Geschenk der Kultur (englischer Originaltitel: The State of the Art, erschienen 1991) ist die einzige Sammlung von Kurzgeschichten des Autors Iain M. Banks. Wegen der im Buch enthaltenen Science-Fiction-Novelle Der letzte Stand der Kunst wird sie seinem Kultur-Zyklus zugerechnet. In dieser Novelle – welche der englischen Ausgabe des Buches den Namen gibt – wird von dem Besuch eines Raumschiffs der Kultur auf der Erde im Jahr 1977 berichtet.

## Inhalt
Jede der Geschichten im Buch ist in einem unterschiedlichen Stil geschrieben. Auch wenn alle Kurzgeschichten phantastische Erzählungen sind, handelt es sich nicht bei allen um Science-Fiction. Diese sind die einzigen Geschichten außerhalb dieses Genres, welche unter dem Namen Iain M. Banks veröffentlicht wurden, da der Autor die Schreibung seines Namens mit mittlerem Initial ansonsten ausschließlich für seine Science-Fiction-Romane verwendet.

### Straße der Schädel
Ursprünglich veröffentlicht als Road of Skulls in 20 under 35, Peter Straus (ed.) 1988, Sceptre, ISBN 0-340-48637-6.
Diese surreale und düstere Geschichte fällt eher in den Bereich Fantasy. Ein kurzer Einblick in das Leben zweier Reisender, die in einem klapprigen Fuhrwerk auf einer Straße unterwegs sind, welche das Imperium, in dem sie leben, buchstäblich mit den Schädeln seiner Feinde gepflastert hat.

### Ein Geschenk der Kultur
Ursprünglich veröffentlicht als A Gift from the Culture in Interzone #20, 1987.
Diese Geschichte gehört ebenfalls zum Kultur-Zyklus. Sie beschreibt die Geschichte von Worbik, einem ehemaligen Bewohner der Kultur, der sich von ihr abgewandt hat und in einer weniger fortschrittlichen Zivilisation lebt. Auf Grund von Wettschulden wird er dort bedroht und wegen seiner – in dieser Gesellschaft diskriminierten – homosexuellen Beziehung zusätzlich unter Druck gesetzt. Schließlich lässt er sich dazu erpressen, mit Hilfe von Waffen-Technologie der Kultur ein Attentat zu verüben, für das nur er in Frage kommt, da die Waffe ausschließlich von Menschen benutzt werden kann, welche die genetischen Merkmale der Kultur tragen.

### Ungerade
Ursprünglich veröffentlicht als Odd Attachment in Arrows of Eros, Alex Stewart (ed.) 1989, New English Library, ISBN 0-450-50249-X.
Eine spielerisch makabere Geschichte, welche aus der Perspektive einer riesenhaften außerirdischen Tentakelpflanze geschrieben ist.

### Heruntergekommen
Ursprünglich veröffentlicht als Descendant in Tales from the Forbidden Planet, Roz Kaveney (ed.) 1987, Titan Books, ISBN 1-85286-004-9.
Auch diese Geschichte kann dem Kultur-Zyklus zugerechnet werden. Ein Kultur-Bewohner stürzt auf einem unwirtlichen Planeten ab und versucht zusammen mit seinem ebenfalls mit einem Bewusstsein ausgestatteten Raumanzug einen mehrere hundert Kilometer entfernten Außenposten zu erreichen. Während des mehrmonatigen Marsches entwickelt sich eine makabere Symbiose von Mensch und Maschine.

### Entsorgung
Ursprünglich veröffentlicht als Cleaning Up von der Birmingham Science Fiction Group als Souvenirbuch für die Novacon 17 (1987) in einer limitierten Auflage von 500 Exemplaren.
Dies ist eine heitere Kurzgeschichte über den Kontakt mit Außerirdischen, welche einen versehentlich auf der Erde hervorgerufenen Cargo-Kult beschreibt.

### Fundstück
Ursprünglich veröffentlicht als Piece im Magazin The Observer am 13. August 1989 mit Illustrationen von Peter Knock. Piece wurde außerdem von Craig Warner für das Radio bearbeitet und 1991 ausgestrahlt.
Piece ist eine in Form eines, nach einem Flugzeugabsturz gefundenen, Fragment eines Briefes geschrieben, in dem es um das Verhältnis zwischen Religion und Naturwissenschaft sowie Ignoranz geht.

### Der letzte Stand der Kunst
Einige frühere Ausgaben des Buches umfassten nur diese Novelle (The State Of The Art, ISBN 0-929480-06-6) und erschien bereits 1989.
Die Novelle ist in der Form eines Berichts verfasst und macht mit etwa 100 Seiten einen Großteil des Buches aus. Darin wird über eine Mission berichtet, welche die Kultur im Jahr 1977 auf dem Planeten Erde unternimmt. Außerdem kann die Novelle als eine Art Vorgeschichte zu Einsatz der Waffen betrachtet werden, da sie die früheren Aktivitäten von Diziet Sma – einer der Hauptfiguren des Romans – beschreibt. Vermutlich handelt es sich bei der Novelle um einen Bestandteil der ersten (unveröffentlichten) Fassung des Romans.
Die Bewohner des zu Kontakt gehörenden Kultur-Raumschiffes sind unterschiedlicher Meinung: Während Sma für den Kontakt mit der Erde argumentiert, entscheidet sich Linter, dorthin überzusiedeln und gibt dafür sogar die in der Kultur üblichen körperlichen Verbesserungen auf. Li (der während des Aufenthalts zu einem Star-Trek-Fan wird) ist hingegen der Ansicht, dass die ganze „unbestreitbar neurotische und nachweislich geisteskranke Spezies“ mit einem mikroskopischen schwarzen Loch ausgelöscht werden sollte. Das Schiff Arbitrary selbst hat hingegen nicht nur seine eigenen Vorstellungen darüber, was mit der Erde geschehen soll, sondern auch seinen eigenen Sinn für Humor:

„Während ich fort war, hat das Schiff eine Postkarte an den BBC World Service gesendet, in dem es sich ‚Mr David Bowies Space Oddity für das stolze Schiff Arbitrary und alle, die mit ihm auf Reisen sind‘ wünscht. (Dies von einer Maschine, welche das gesamte elektromagnetische Spektrum der Erde noch von irgendwo jenseits der Beteigeuze mit allem hätte überfluten können, was ihr in den Sinn gekommen wäre.) Der Wunsch wurde nicht gespielt. Das Schiff fand das urkomisch.“

### Kratzer
Ursprünglich veröffentlicht als Scratch in The Fiction Magazine vol. 6, No. 6, Jul/Aug 1987.
Der letzte Teil des Buches ist ein experimentelles Literaturstück, welches nach Art des Bewusstseinsstroms geschrieben ist.

## Zusammenhang innerhalb des Kultur-Zyklus
- Die Figur der Diziet Sma aus Der letzte Stand der Kunst taucht später als eine der Hauptfiguren im Roman Einsatz der Waffen wieder auf. Da die Novelle damit beginnt, dass Sma – 115 Jahre nach den beschriebenen Ereignissen auf der Erde – für Besondere Umstände arbeitet, scheint es naheliegend, dass die Novelle ursprünglich (als eine von vielen Rückblenden) Bestandteil der frühen unveröffentlichten Fassung des Romans war. Darüber hinaus ist Smas Ode an Zakalwe, welche noch vor dem Prolog in Einsatz der Waffen abgedruckt ist, von ihr auf das Jahr 115 des Kalenders der Roten Khmer datiert und fällt somit in die gleiche Zeit, zu der sie auch ihren Bericht über den Besuch auf der Erde abgefasst hat.

- In Ein Geschenk der Kultur werden die liberalen moralischen Werte der Kultur in Bezug auf Geschlecht als auch auf sexuelle Identität und Orientierung vor dem Hintergrund einer technisch fortschrittlichen Gesellschaft kontrastiert, in der jedoch eine Diskriminierung aus diesen Gründen zur sozialen Norm gehört.

- Heruntergekommen beleuchtet das Verhältnis zwischen Menschen und Maschinen in der Kultur.